# Wicklewood
Wicklewood är en civil parish i Storbritannien.   Den ligger i grevskapet Norfolk och riksdelen England, i den sydöstra delen av landet, 140 km nordost om huvudstaden London. Antalet invånare är 922. Arean är 8,8 kvadratkilometer.
Terrängen i Wicklewood är mycket platt.